# فراری (مجموعه تلویزیونی ۲۰۲۰)
فراری (انگلیسی: The Fugitive) یک مجموعه تلویزیونی آمریکایی در سبک فیلم اکشن، دلهره‌آور و داستان توطئه است که توسط نیک سانتورا برای شبکه کوییبی ساخته شده بود. این یک بازسازی از فراری (مجموعه تلویزیونی ۱۹۶۳) و فراری (فیلم ۱۹۹۳) است که هر دو به همین نام هستند، اما شخصیت‌های جدیدی دارند. این سریال توسط استیون هاپکینز کارگردانی شده‌است.
این سریال برای اولین بار در ۳ اوت ۲۰۲۰ پخش شد. قسمت‌ها ۶ تا ۹ دقیقه هستند.

## خلاصه داستان
در مترو، بمب‌گذاری می‌شود و کارگری به نام «مایک فرو» می‌خواهد مطمئن شود که همسر و دخترش آسیبی ندیده‌اند. اما با انتشار مدارک اشتباه در شبکه‌های اجتماعی باعث می‌شود مظنون و مقصر شناخته شود.

## تولید
در ژوئیه ۲۰۱۹ اعلام شد این سریال بخشی از سرویس کوییبی باشد. در سپتامبر، استیون هاپکینز با شروع فیلمبرداری در اکتبر به کارگردانی آورده شد.